# أميرة زيان
أميرة زيّان (مواليد 1977) هي مصورة فوتوغرافية تعيش وتعمل في يركا، الجليل الأعلى.

## مسيرتها الفنية
في بداية مسيرتها المهنية، درست أميرة زيّان الكيمياء الصناعية في كلية الجليل الغربي في عكا. لم تعمل في المجال قط، وقادتها الصدفة أن تعمل في أستوديو تصوير يملكه أحد أفراد العائلة، فلاقت شغفها في التصوير الفوتوغرافي. إثر تجربتها التقنية في أستوديو التصوير، التحقت زيّان إلى قسم الفنون الجميلة في جامعة حيفا وتخرجت منه في العام 2010. حازت على الماجستير في الفنون من جامعة حيفا في العام 2012.

## أعمالها
يطغى التصوير الإخراجي على معظم أعمالها. تتطرق أعمالها إلى تفاصيل في حياة المرأة الدرزية بشكل عام، وإلى الممارسات النسائية اليومية المعاصرة في محيطها في القرية الدرزية. ومن خلال صورها تنقل حكايا مستلهمة من نساء قريتها. يتكرر في أعمالها الانشغال بمسائل الهوية الجندرية في مجتمع درزي تقليدي وتُراجع الأنماط من خلال تصميم التمثيلات في صورها. تدمج في مواضيع أعمالها تفاصيل من حياتها الشخصية بدورها امرأة، وامرأة درزية ترعرعت في أسرة كثيرة الأولاد على وجه الخصوص.

## معارض فردية
- الجمال المنور، غاليري جامعة بار إيلان، 2019.
- قصر الكريستال، صالة العرض للفنون أم الفحم، 2018.
- الفائض المخفي، غاليري راموت منشيه، 2018.
- هناك وهناك، معرض ثنائي، غاليري الكابري، كيبوتس كابري، 2017.
- على إسمنت مكشوف[3]، غاليري الكابري، كيبوتس كابري، 2016.
- أجزاء صورة، غاليري صدفة، 2013.
- صور جديدة، غاليري الكابري، كيبوتس كابري، 2012.[1]

## معارض جماعية مختارة
- 2018. قصة تغطية، غاليري الفنون الإسرائيلية، مركز التخليد طبعون.
- 2017. Art Without Borders، غاليري Circle1، برلين، ألمانيا.
- 2017. Art Now - Interior Exterior: Contemporary Israeli Artists، پلوڤديڤ، بلغاريا.
- 2017. نحت نسوي في إسرائيل، متحف مانه كاتس، حيفا.
- 2016. أن تكون أكثر من صخرة، غاليري P8 للفنون المعاصرة، تل أبيب.
- 2016. Textile - Territory - Text. غاليري Mana Contemporary، جيرسي سيتي، نيو جيرسي، الولايات المتحدة.
- 2014. معرض العقد، جامعة حيفا.
- 2013. متحف بدون جدران، غاليري بيت الكرمة.
- 2013. بضيافة عبد عابدي، ستوديو عبد عابدي، حيفا.[1]